# Phymatopsallus rubropunctatus
Phymatopsallus rubropunctatus är en insektsart som beskrevs av Knight 1964. Phymatopsallus rubropunctatus ingår i släktet Phymatopsallus och familjen ängsskinnbaggar. Inga underarter finns listade i Catalogue of Life.